# Défense fondée sur l'obéissance aux ordres des supérieurs

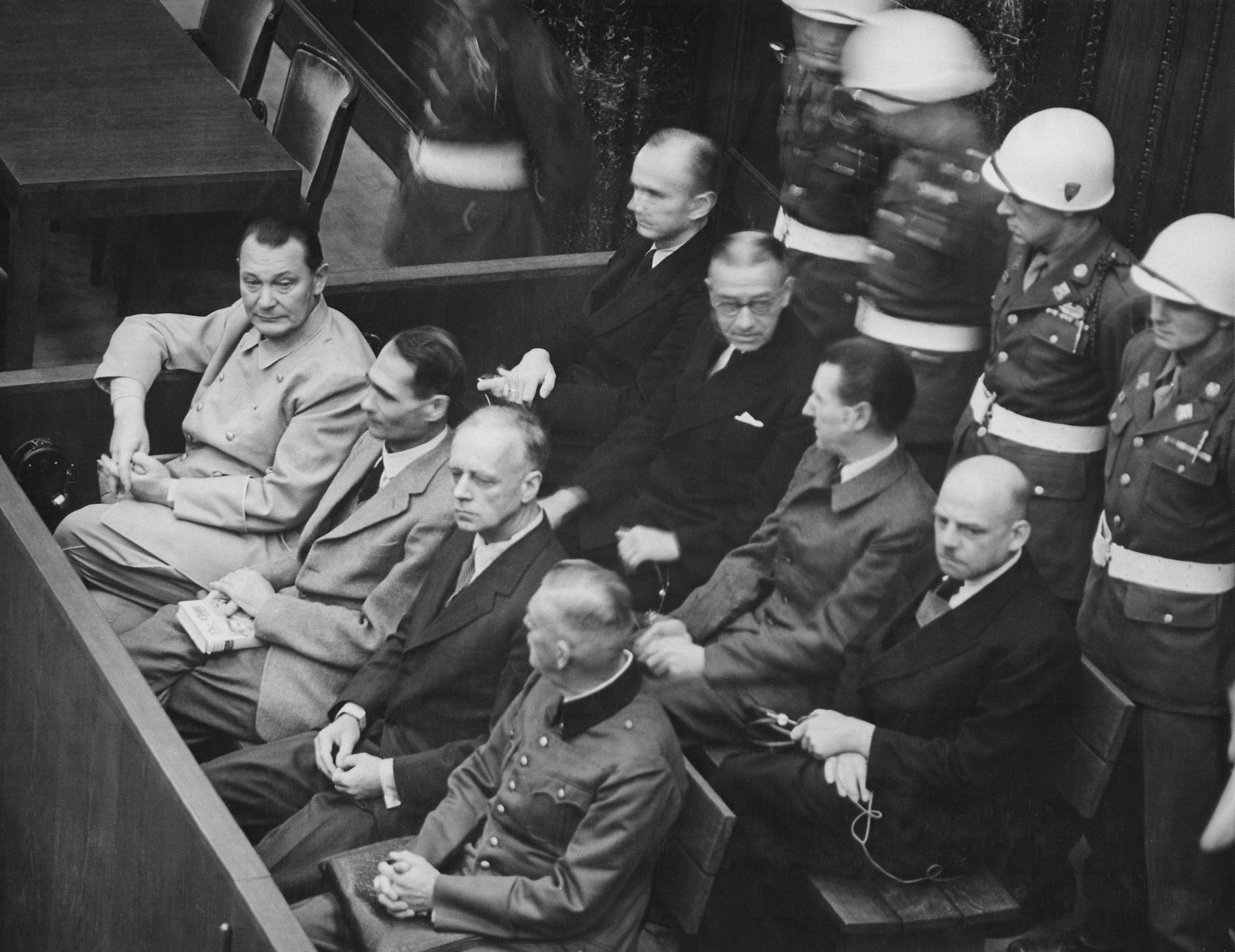
Accusés sur les bancs aux procès de Nuremberg

La défense fondée sur l'obéissance aux ordres des supérieurs est un type de plaidoirie de défense dans une cour de justice. L'argument, surnommé « défense Nuremberg » ou « simple obéissance aux ordres », invoque l'idée qu'un membre de l'armée, de la police, des pompiers ou de la population civile ne serait pas considéré comme coupable des actions commises sur ordre d'un officier supérieur ou d'un supérieur hiérarchique,.
La plaidoirie axée sur les « ordres des supérieurs » est souvent vue comme le complément de la responsabilité du commandement.
Ce type de plaidoirie est resté particulièrement célèbre comme stratégie de défense des accusés lors des procès de Nuremberg en 1945 - 1946, au point que l'argument des ordres des supérieurs est surnommé la « défense Nuremberg ». Les procès de Nuremberg, menés par des tribunaux militaires des Alliés de la Seconde Guerre mondiale après la Seconde Guerre, ont traduit en justice les chefs politiques, militaires et économiques du Troisième Reich. Ces procès, tenus sous les auspices de la Charte de Londres du Tribunal militaire international, ont établi que plaider l'obéissance aux ordres des supérieurs n'était plus un moyen suffisant pour échapper aux sanctions ; cette défense peut uniquement permettre d'atténuer les sanctions.
La question de l'obéissance aux ordres supérieurs fait l'objet de débats entre juristes, notamment sur les procès pour crime de guerre (en).

## Défenses analogues dans d'autres domaines de droit
Le contexte d'usage ordinaire de la défense fondée sur l'obéissance aux ordres des supérieurs est le droit pénal international. À ce titre, on doit la distinguer de défenses similaires utilisées en droit civil dans le contexte de la responsabilité des commettants du fait de leurs préposés ou en droit pénal national dans le contexte de la responsabilité pénale des personnes morales.

### Documentation
- « Le statut et le jugement du tribunal de Nuremberg. Historique et analyse (Mémorandum du Secrétaire  général). Troisième partie - II : Responsabilité pénale des individus en droit international. Actes de gouvernements. Ordres des supérieurs hiérarchiques », sur un.org, 3 mars 1949.